# 迈胜水库
迈胜水库是中国广东省湛江市徐闻县境内的一座水库，位于博赊河上，建于1959年。水库正常库容为1057万立方米，平均水深为3.00米，集雨面积为34平方千米，海拔为43.15米。